# Prosek, Trst
Prosek (italijansko Prosecco) je naselje na Tržaškem. Prosek je vas s 1.349 prebivalci (2011) na severnem robu Krasa v Italiji z nekaj sto prebivalci. Naselje leži okoli 7 km severseverozahodno od Trsta na nadmorski višini okoli 249 mnm.

## Izvor krajevnega imena
Občnoimenski pomen narečne slovenske besede prosek je 'preseka', to je del gozda s posekanim drevjem v ozkem pasu. Iz italijanskega krajevnega imena Prosecco, prevzetega iz slovenskega, je nastalo ime vina prosécco. Po slovensko se je vinu z območja Proseka že v 17. stoletju reklo prosekar. V starih listinah se kraj omenja leta 1308 kot Prossecho, 1371 Prosec, 1421 Prossegk in 1494 Proseck.

## Znani Slovenci, povezani s krajem
- Ivan Bolle, kemik, agronom in fitopatolog
- Alojz Jožef Bunc, učitelj in prosvetni delavec
- Boris Cibic, kardiolog
- Ivan Cibic, zdravnik in organizator zdravstva
- Majda Cibic, profesorica slovenščine, literarna organizatorka
- Milko Cibic, organist in zborovodja
- Andrej Čok, učitelj in javni delavec
- Ivan Daneu, učitelj in pisec šolskih učbenikov
- Ivan Nabergoj, posestnik in politik
- Vekoslav Španger, rodoljub
- Anton Ukmar - Miro, partizan, revolucionar, komunist
- Adela Žgur, profesorica germanistike in prevajalka
- Nande Vidmar, slikar in grafik